# Пік-Плейс (Нью-Мексико)
Пік-Плейс (англ. Peak Place) — переписна місцевість (CDP) в США, в окрузі Санта-Фе штату Нью-Мексико. Населення — 578 осіб (2020).

## Географія
Пік-Плейс розташований за координатами 35°47′28″ пн. ш. 105°56′36″ зх. д. / 35.79111° пн. ш. 105.94333° зх. д. (35.791172, -105.943216).  За даними Бюро перепису населення США в 2010 році переписна місцевість мала площу 3,38 км², уся площа — суходіл.

## Демографія
Згідно з переписом 2010 року, у переписній місцевості мешкало 377 осіб у 118 домогосподарствах у складі 97 родин. Густота населення становила 112 особи/км².  Було 126 помешкань (37/км²).
Расовий склад населення:
| - 21,0 % — білих - 5,3 % — корінних американців - 0,3 % — чорних або афроамериканців - 0,3 % — азіатів - 70,8 % — осіб інших рас |

До двох чи більше рас належало 2,4 %. Частка іспаномовних становила 89,7 % від усіх жителів.
За віковим діапазоном населення розподілялося таким чином: 34,5 % — особи молодші 18 років, 62,6 % — особи у віці 18—64 років, 2,9 % — особи у віці 65 років та старші. Медіана віку мешканця становила 28,4 року. На 100 осіб жіночої статі у переписній місцевості припадало 100,5 чоловіків;  на 100 жінок у віці від 18 років та старших — 111,1 чоловіків також старших 18 років.
Середній дохід на одне домашнє господарство  становив 38 510 доларів США (медіана — 33 214), а середній дохід на одну сім'ю — 40 203 долари (медіана — 32 000). Медіана доходів становила 25 625 доларів для чоловіків та 22 292 долари для жінок. За межею бідності перебувало 35,2 % осіб, у тому числі 48,5 % дітей у віці до 18 років та 42,1 % осіб у віці 65 років та старших.
Цивільне працевлаштоване населення становило 141 осіб. Основні галузі зайнятості: мистецтво, розваги та відпочинок — 24,1 %, роздрібна торгівля — 18,4 %, освіта, охорона здоров'я та соціальна допомога — 15,6 %.